# Об'єднання сучасних митців України
Об'єднання сучасних митців України (ОСМУ)  — творче об'єднання українських художників, що існувало з 1927 по 1932 рік.
У 1927 році з Асоціації революційного мистецтва України вийшла група художників на чолі з В. Пальмовим (А.Петрицький, М.Шаронов, І.Беклемішева, Д.Шавикін П. Голуб'ятніков та інші) і, об'єднавшись із групою Л. Крамаренка (група київських художників-монументалістів), утворили ОСМУ — Об'єднання сучасних митців України. Близькі стосунки з ОСМУ підтримували живописець О. Богомазов, графік О. Усачов, мистецтвознавець Ф. Ернст. Діяли місцеві осередки організації в Харкові, Одесі, Житомирі.
У програмі об'єднання було записано, що мистецтво — це ідеологічна надбудова суспільного життя. Тому його завданням повинно бути формування нової психології широких робітничо-селянських мас і бути чинником боротьби за комуністичні форми суспільної життєдіяльності. Митці добре усвідомлювали, що існує розрив між існуючим рівним художньої культури і сприйняттям його народних мас. Тому ставили собі за мету зменшити цей розрив.
Творчість членів об'єднання було збагачене тогочасним світовим мистецтвом, орієнтоване на народне світобачення, якому не властива розважливість високого академічного малярства чи замкнена розрахунковість конструктивізму. Навпаки, лише в тих простих формах світ побачено наче вперше, де поєднані органічно космічне і побутове, загальне й окреме, природа та людина, сподівання революції та її трагедії. Вони намагалися долучити народні маси до образотворчого мистецтва, водночас не втрачаючи високу якість художньої продукції.
Роботи членів об'єднання були в експозиціях на українських, всеросійських і престижних зарубіжних виставках, де їх часто купували колекціонери.
Існувало до 1932 року.
Про членів об'єднання див.: Категорія:Члени Об'єднання сучасних митців України.